# بوكا يوكي
بوكا يوكي (بالإنجليزية: Poka Yoke)‏ من اليابانية (ポカヨケ) ومعناه «تفادي الخطأ». يشكل عنصرًا أساسيًا من التصنيع الخالي من الهدر، هدفه مساعدة العامل لتفادي (يوكيرو) الأخطاء (بوكا). قولب المبدأ المهندس شيغييو شينغو كجزء من نظام إنتاج تويوتا. سميت في الأصل باكا يوكي ما معناه «رادع الأحمق»، ثم غير الاسم ليصبح ألطف.
ويمكن أن يتم التدقيق بالخطأ عبر:
- تصميم الأخطاء المحتملة حسب المنتج أو العملية
- تحديد العيوب المحتملة ووقف العملية قبل أن ينتج هذا العيب.
- العثور على العيوب التي تدخل إلى أو تخرج من العملية.

## دوره في التصنيع
يمكن استخدام البوكا يوكي في أي مرحلة من مراحل التصنيع حيث يمكن حصول أخطاء، فعلى سبيل المثال، يمكن تغيير القاعدة حيث يتم تثبيت القطعة التي سيتم تصنيعها بحيث لا يمكن تثبيتها إلا بالطريقة الصحيحة. إن استعمال عداد ذاتي لعدّ مراحل التصنيع يمكن أن يمنع العامل من القيام بالعدد الخاطئ من المعاملات. ميَّز شيغييو شينغو ثلاثة أنواع من البوكا يوكي لتفادي الأخطاء في عمليات التصنيع المكثف:
1. وسيلة اللمس لاستدراك القطع السيئة عبر امتحان شكلها.
2. العدد الثابت، لإشعار العامل عند تنفيذ عدد معين من المعاملات.
3. سلسلة الحركات، لتحديد المعاملات التي تم تنفيذها وما يبقى للتنفيذ.